# Jacek Hugo-Bader

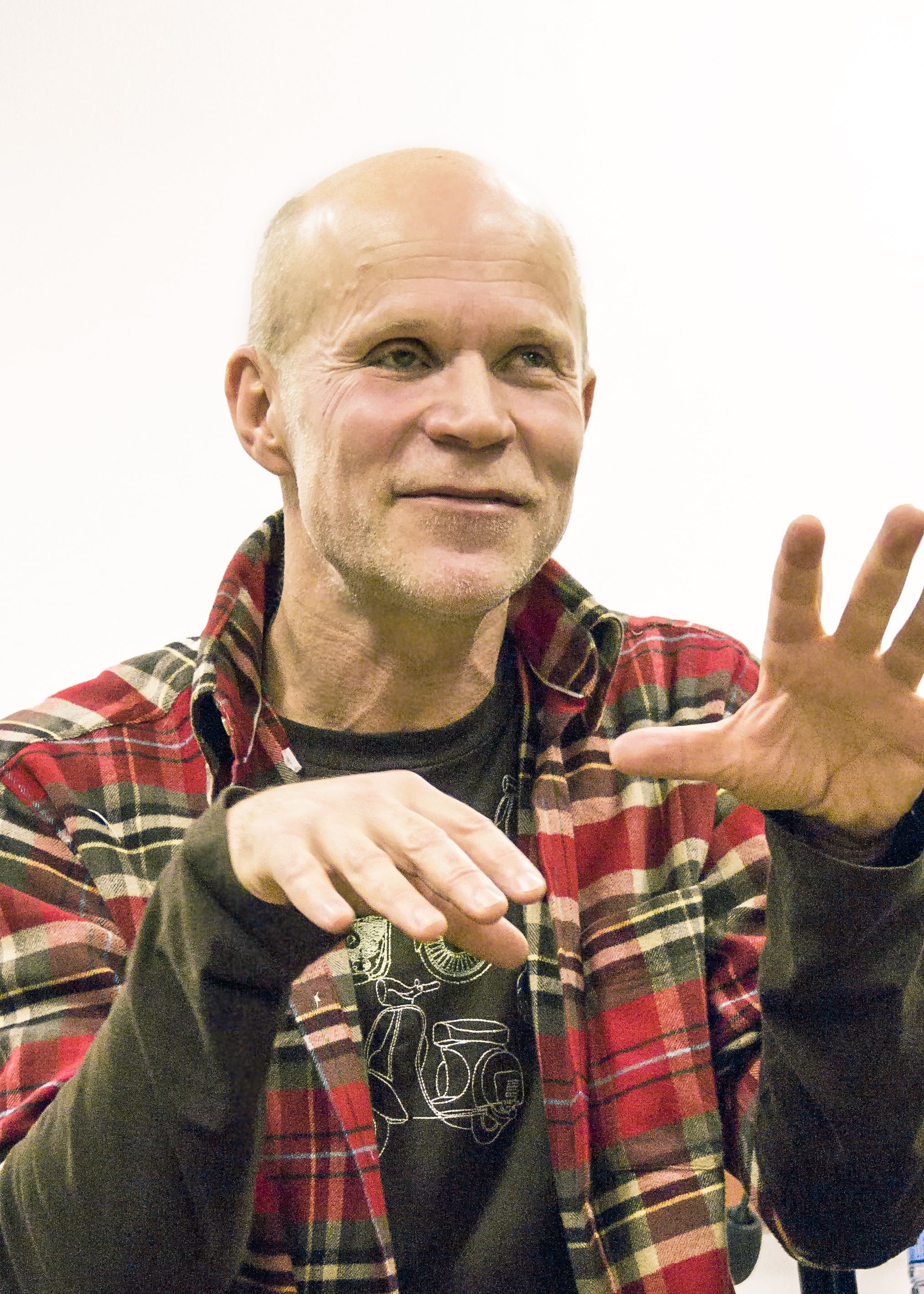
Jacek Hugo-Bader podczas spotkania z dziennikarzami w siedzibie Helsińskiej Fundacji Praw Człowieka (2010)

Jacek Aleksander Hugo-Bader (ur. 9 marca 1957 w Sochaczewie) – polski dziennikarz i reportażysta, od początku lat 90. do 2022 związany z „Gazetą Wyborczą”.

## Życiorys
W 1981 ukończył studia pedagogiczne. Pracował jako nauczyciel historii oraz nauczyciel w szkole specjalnej, pedagog szkolny i socjoterapeuta w poradni małżeńskiej. Był również ładowaczem na kolei, wagowym w punkcie skupu trzody chlewnej i sprzedawcą w sklepie spożywczym.
Od 1982 działał w opozycji demokratycznej. Był ostatnim szefem kolportażu Międzyzakładowej Komisji Koordynacyjnej, podziemnej struktury „Solidarności”, wydającej tygodnik „Wola” i drukującej „Tygodnik Mazowsze”.
W „Gazecie Wyborczej” pracował początkowo przy kolportażu. W 1991 po wygranym konkursie dołączył do działu reportażu. W 1992 Jacek Hugo-Bader opublikował na łamach tej gazety reportaż pt. Mezalians, w którym opisał kulisy związku nastoletniej wówczas Moniki Kern (córki Andrzeja Kerna) ze starszym o kilka lat Maciejem Malisiewiczem.  Po latach publicyści oceniali, że reportaż wyznaczył w mediach dominującą wówczas interpretację wydarzeń, według której negatywną rolę miał odgrywać wicemarszałek Sejmu.
Jako reportażysta Jacek Hugo-Bader zajął się w szczególności krajami byłego ZSRR. W 2011 udał się w podróż autostopem z Magadanu do Jakucka. Zapis podróży w postaci tekstów i nagrań ukazywał się na bieżąco w „Gazecie Wyborczej”, po czym wraz z nowymi reportażami trafił do wydanej w grudniu tegoż roku książki Dzienniki kołymskie.
W 2016 próbował dokonać prowokacji dziennikarskiej podczas Marszu Niepodległości, charakteryzując się na osobę czarnoskórą (blackface). Opublikował później reportaż dotyczący tego wydarzenia. Bawer Aondo-Akaa za pośrednictwem Instytutu na rzecz Kultury Prawnej Ordo Iuris skierował skargę do Rady Etyki Mediów, określając tę publikację jako ksenofobiczną.
W 2022 zaczął prowadzić audycję publicystyczną Plac na rozdrożu w internetowej stacji Radio 357. W tym samym roku zakończył pracę w „Gazecie Wyborczej” w związku z przejściem na emeryturę.

## Odznaczenia i wyróżnienia
W 2014 odznaczony przez prezydenta Bronisława Komorowskiego Krzyżem Kawalerskim Orderu Odrodzenia Polski.
Otrzymał nagrody: Grand Press (dwukrotnie – w 1999 i 2003) oraz Nagrodę Bursztynowego Motyla im. Arkadego Fiedlera (w 2010 za książkę Biała gorączka). Ponadto Biała gorączka została w 2010 nominowana do Nagrody Literackiej Gdynia. Dwukrotnie nominowany do Nagrody Literackiej „Nike” za W rajskiej dolinie wśród zielska (2013) i za Skuchę (2017). W 2012 za Dzienniki kołymskie został uhonorowany nagrodą „Czwarty Żywioł”, przyznawaną głosami publiczności 9. Festiwalu Podróżników Trzy Żywioły w Krakowie.

## Twórczość
Reportaże
- Biała gorączka, Wołowiec: Czarne, 2009, ISBN 978-83-7536-081-3; tłum. na język ukraiński: Біла гарячка, Kijów: Tempora, 2012, ISBN 978-617-569-055-0.
- W rajskiej dolinie wśród zielska, Warszawa: Prószyński i S-ka, 2002, ISBN 83-7337-117-6; Wołowiec: Czarne, 2010, ISBN 978-83-7536-117-9.
- Dzienniki kołymskie, Wołowiec: Czarne, 2011, ISBN 978-83-7536-292-3.
- Chłopcy z motylkami, Warszawa: Agora, 2013, ISBN 978-83-268-1444-0.
- Długi film o miłości. Powrót na Broad Peak, Kraków: Znak, 2014, ISBN 978-83-240-2993-8.
- Skucha, Wołowiec: Czarne, 2016, ISBN 978-83-268-2372-5.
- Audyt, Warszawa: Agora 2018, ISBN 978-83-268-2573-6.
- Szamańska choroba, Warszawa: HBM Hugo-Bader Media, 2020, ISBN 978-83-959208-0-6.

Filmy dokumentalne
- Ślad po mezuzie (1998), scenariusz i reżyseria
- Zamek z cyklu Nasz spis powszechny (2002), scenariusz i reżyseria
- Jacek Hugo-Bader. Korespondent z Polszy (2007), scenariusz i reżyseria[20]